# Papež Inocenc VIII.
Papež Inocenc VIII. (rojen kot Giovanni Battista Cibo ali Cybo), italijanski rimskokatoliški duhovnik, škof, kardinal in papež, * 1432, Genova (Genovska republika; † 25. julij 1492, Rim (Papeška država, danes Italija).

## Življenjepis

### Mladost in cerkvena kariera
Janez Krstnik Cibo (Giovanni Battista Cibo, Cibò ali Cybo) izhaja iz genovske družine grškega porekla. Njegov oče Arano ali Aronne Cibo je bil sredi XV. stoletja rimski senator in namestnik neapeljskega kralja. Mati je bila Teodorina de' Mari. Janez Cibo se je rodil v Genovi 1432, ko sta bila starša že v letih. Mladost je preživljal na neapeljskem dvoru. 

Ko je končal pravne študije po očetovem zgledu, je vstopil v službo prav tam kot uradnik in sodnik. Deloval je na raznih dvorih po Italiji. Po lahkomiselni renesančni mladosti sta se mu rodila dva otroka, Teodorina in Franceschetto, za katera je lepo poskrbel. Ali je bil poročen ali ne, se viri ne strinjajo, kakor tudi ne glede števila otrok. 
  
Študiral je na Padovanski in Rimski univerzi; 1457 mu je oče Aron umrl. Morebiti ga je to nagnilo, da je vpisal bogoslovje ter po duhovniškem posvečenju vstopil v službo k bolonjskemu kardinalu Calandriniju, polbratu pokojnega Nikolaja V.. Možno je, da je začel cerkveno kariero s podporo Kalista III., ki je bil naklonjen že njegovemu očetu Aronu, kateremu je 1455 podelil rimsko senatorstvo. 

Pridobil si je razne nadarbine: kanonikat v Capui , priorat pri S. Maria di Albaro v Genovi, zlasti pa mesto genovskega stolnega prošta. S svojim pohlevnim in prilagodljivim značajem si je pridobil zaupanje Pavla II. , da ga je povzdignil 5. novembra 1466 za škofa Savone, a njegov naslednik Sikst IV. – najbrž na zahtevo milanskega vojvoda, 16. septembra 1472 za manj uglednega molfettskega škofa v Apuliji. 

7. maja 1473 je bil imenovan za kardinala-duhovnika pri Santa Balbina, a naslednje leto za kardinala-duhovnika pri Santa Cecilia ter je postal dekan kardinalskega zbora. Kot škrlatnik se je odlikoval po svoji neomejeni zvestobi do svojega zavetnika, Sikstovega nečaka, kardinala Giuliana, pa najsi ko je bil rimski manestnik poleti 1476, ko se je papež Sikst IV. umaknil iz mesta iz strahu pred kugo ; najsi kot odposlanec v Toskani, da bi dosegel mir med Florenco in Sieno po Pazzijevski zaroti. V podobni vlogi naj bi odpotoval tudi v Nemčijo, da bi dosegel mir med cesarjem Friderikom III. in ogrskim kraljem Matijem Korvinom, vendar je bila misija odpovedana. 

## Papež
Po Sikstovi smrti 12. avgusta 1484 so nastali v Rimu hudi nemiri in sovraštvo med rodbinama Orsinijevih in Colonnovih je izbruhnilo na dan z vso silo, podivjano ljudstvo pa je kot po navadi oropalo kardinalska bivališča. Tako so lahko opravili pogreb šele po šestih dneh; nato so se kardinali – od katerih je bilo od 25-ih kar 21 Italijanov – zbrali na konklave po trinajstih dneh. Preden so se zbrali kardinali na volitve, so podpisali obljube, ki se naj bi jih prihodnji papež strogo držal. Po tem dogovoru bodo dohodki kardinalov povečani: kdor nima letnih dohodkov vsaj štiri tisoč zlatnikov, bo dobil iz cerkvene blagajne mesečno podporo stotih zlatnikov; nobenega kardinala ne more zadeti cerkvena kazen brez dvetretjinske privolitve kardinalskega zbora; število kardinalov ne sme biti večje od 26; škrlatnik lahko postane le kdor je dopolnil trideset let in ima doktorat iz bogoslovja razen sinov ali nečakov kraljev, če so izvedenci; pontifik ne more imenovati izmed svojih nečakov več kot enega člana; končno papež ne more vladati sam, ampak mora imeti pri pomembnejših odločitev soglasje 17 kardinalov. Ko so se zavezali, da bodo te »capitulationes« sprejeli, so začeli volitve. Po širokih obljubah glede nadarbin – baje tudi s podkupovanjem vplivnega Sikstovega nečaka – poznejšega Julija II. – je bil z veliko večino glasov izvoljen 29. avgusta 1484 za papeža Giovanni Cibo; ustoličil in kronal pa ga je 12. septembra istega leta kot papeža Inocenca VIII. kardinal Piccolomini. Za svoje geslo si je izbral besede iz svetega pisma: »Ego in innocentia mea ingressus sum«.  Vsekakor pa je bil Inocenc učen, izkušen, lepe zunanjosti, uglajenega vedenja in velikodušen

Trudil se je zediniti evropske vladarje, najprej pa med seboj skregane italijanske državice, da bi skupno krenili na križarsko vojno proti Turkom. To se mu je posrečilo le deloma, a medtem se je sam zapletel v boje z Neapeljskim kraljestvom. Posrečilo se mu je med seboj pomiriti večna rivala Orsinijeve in Colonnove, z Medičejci pa je utrdil prijateljstvo celo z zakonskimi zvezami. 

Med najpomembnejše dogodke so šteli zedinjenje španskih dežel po padcu muslimansko-morskega kraljestva Granade 2. januarja 1492, kar so proslavljali z velikimi slovesnostmi. Kardinal Rodrigo Borgia je priredil prave španske bikoborbe. 
 

### Sultan Džemišče zaščito prikristjanih
Po izročilu Mehmed II. ni bil ravno vesel, da je postal oče treh sinov. V Osmanskem muslimanskem cesarstvu so bile krvave nasledstveno-državljanske vojne namreč na dnevnem redu. Med nje spada tudi nasledstvena vojna za Bajazidom I.. Tudi Džemov oče Mohamed je svojega polbrata Küçük Ahmeda neposredno po smrti svojega očeta Murata II. dal okrutno umoriti. V svojem Ḳānūn-nāme je zapovedal Mohamed II. pozneje, da naj tudi njegov naslednik umori svojega polbrata, češ da bo na ta način obvaroval svetovni red.
3. maja 1481. je umrl sultan Mehmed II. – ki je med drugim osvojil tudi Otranto in poklal skoraj polovico prebivalstva - za posledicami gihta ali zastrupitve, star 49 let. To je pomagalo kristjanom, da so zopet osvobodili mesto in okolico za vedno. Prvi je za očetovo smrt zvedel mlajši sin Džem, ki je postal za nekaj časa sultan Anadolije. Ko je za očetovo smrt zvedel starejši sin Bajazid, je s pomočjo janičarjev napovedal kruto vojno, v kateri je premagal brata in ga strmoglavil s prestola. Džem je pobegnil k ivanovcem, ki so ga potem izročili papežu Inocencu. 
13. marca 1489 je Džem prispel v Rim ob spremstvu velikanske radovedne množice. Turškemu sultanu so izkazovali vse vladarske časti, na katere je odgovarjal ravnodušno, pa tudi ošabno in ostro, otožen zaradi jetništva. Gostili so ga v Apostolski palači v oddelku prihranjenem za vladarje, kjer mu je papež zagotovil o prostem času razne zabave ter je uporabil 15.000 dukatov za njegovo vzdrževanje. Čuvanje je zaupal oddelku malteških vitezev z Rodosa, ki so morali biti stalno v pripravljenosti. Že leto dni po njegovem prihodu je bila pripravljena zarota, ki jo je ukazal Bajazid II, a po kateri bi zastrupili vatikanske vodnjake in tako z enim udarcem umorili tako Inocenca kot Džema. 

Sultan Bajazid, hvaležen za »gostoljubje«, ki ga je njegovemu tekmecu nudil papež, mu je poslal 1489 v dar »Sacra Lancia« - sulico, s katero je sv. Longin po izročilu prebodel Jezusovo stran na križu – in je bila sprejeta v Rimu z velikimi slovesnostmi. Papež je dragoceno relikvijo imel za svojo zasebno pobožnost. 
Sultan je papežu za njegovo uslugo plačeval visoko letno odkupnino 40.000 zlatnikov. 

Zajetje turškega konkurenta je bila ena od najsijajnejših zmag inocenškega papeževanja; sedaj se je lahko dal na pripravo križarske vojne. 8. maja 1489 je napovedal shod v Rimu, ki se je začel 3. junija 1490. Papež je zbranim predstavnikom razložil ugodno priložnost, ki bi jo lahko izkoristili z Džemovo osvoboditvijo ter napadom egiptovskega sultana zoper Bajazida. Za morebitno križarsko vojno bi uporabili 15.000 konjenikov in 80.000 pešcev, ter ustrezno ladjevje. Zdi se, da so poslanci ugodno sprejeli velikopotezen načrt, vendar je bilo treba čakati odziv vladarjev, ki pa je izostal. Da bi se sultan zavaroval, je poslal 30. novembra 1490 v Rim odposlanstvo, ki je prineslo letni prispevek za Džemovo vzdrževanje. Bajazid II. je zagotovil papežu mir na jadranskih obalah v zameno za obljubo, da brata ne bo osvobodil. Papežu ta predlog ni ugajal, ni se pa upal spustiti v odprt spopad s sultanom, saj se je zavedal, da bi ga v tem podjetju evropski vladarji pustili na cedilu. 

Džem je umrl 25. februarja 1495, ko je napolnil komaj 35 let: verjetno so ga pod njegovim naslednikom Aleksandrom zastrupili vohuni po zapovedi brata Bajazida. 

### »Lov na čarovnice«
5. decembra 1484, kot odogovor na prigovarjenje nemškega inkvizitorja Kramerja, znanega kot Institor, je papež Inocenc VIII. izdal glasovito bulo Summis desiderantes. Naslovljena je na inkvizitorja dominikanca Heinricha Kramerja in Sprengerja in potrjuje pooblastila za ukrepanje na nemškem ozemlju zoper osebe, ki so bile osumljene stikov s hudičem, ki so izvajale čarovništvo ali povzročale uroke osebam kot tudi stvarem. Na njegovem temelju so izvajali procese po krščanski Evropi. 

V nasprotju s pomenom, ki ga buli pripisujejo nekateri zgodovinarji, ona ni sprožila nikakršnega lova na čaravonice. Njena vsebina se v bistvu ne razlikuje od desetine podobnih listin, ki so jih redno izdajali papeži v zadnjih 250 letih. Bula nima dogmatičnega pomena in ne govori o mučenju ali o sežiganju čarovnic na grmadi. Nasprotno: zahteva od dveh inkvizitorjev ali raziskovalcev, da krivce »zapro in jim zaplenijo premoženje«. Pomem te bule je zlasti v tem, da je bila tiskana in se je na ta način zelo razširila. 

Omeniti je treba, da je 1490 prišel sam inkvizitor v nemilost pri cerkveni oblasti, češ da slabo opravlja svoj posel.
Bulo je Kramer dodal svojemu delu Malleus Maleficarum (slovensko: Kladivo čarovnic ), ki ga je 9. maja 1487 odobrila bogoslovna univerza v Kölnu – ter je bila dodana tudi poznejšim izdajam. 
Kljub tem našim »sodobnim« pomislekom pa drži, da je Malleus Maleficarum najbolj temeljito in najbolj pomembno delo v celotnem leposlovju o čarovništvu. Malleus je dobil posebno težo z glasovito bulo papeža Inocenca VIII.  Summis desiderantes affectibus  z 9. decembra 1484. V njej se papež pritožuje nad močjo in prevlado čarovniške organizacije ter pooblašča Heinricha Kramerja in Jakoba Sprengerja kot izpraševalca teh prestopkov po Severni Nemčiji. Obema jamči posebno zaščito in varstvo; po potrebi naroča strasburškemu škofu Albrehtu Bavarskemu, naj ju podpira, če treba, tudi s pomočjo svetne oblasti. 

Ta bula, ki je bila natisnjena kot predgovor k Malleusu, se je razširila po celotni Evropi. Pravzaprav je spodbujala evropsko pravništvo skoraj skozi tri stoletja k dolžnosti boja zoper družbo čarovnic. Malleus je ležal na mizi vsakega magistrata. Bil je najvišja, nezametljiva in neopozivna avtoriteta. Sprejemala ga je ne le katoliška, ampak tudi protestantovska zakonodaja. Ta knjiga je ena od najpomembnejših, najpametnejših in najtehtnejših svetovnih knjig. 

Brez razlike nekatoliški zgodovinarji pretirano objokujejo ali z žalostjo omenjajo bulo Inocenca VIII. kot najbolj škodljiv in najbolj nesrečen document, večen in nepreklicen izraz nespremeljivega in nespremenjenega papeškega mnenja. Glede tega imajo popolnoma prav in njihovo sklepanje je nedvomno logično in pravilno. ‘’Summis desideranted’’ ni niti dogmatično učenje Kristusovega namestnika na zemlji niti to ne želi biti. Papež pa je v tej listini vendarle razložil dogmatična dejstva, čeprav je to treba razlikovati od pravih dogem. Tu pravzprav ne gre za versko razodetje, ampak za učenje, ki je z njim tesno povezano. Ni težko pokazati na to, da bi zanikanje nauka v tem dokumentu nasprotovalo evangeljskemu učenje o obsedenosti, Jezusovemu izganjanju hudičev ter njegovih besedah o dejavnosti hudih duhov. 

## Dela
- Njegovo papeževanje se odlikuje po živi misijonski dejavnosti: na krščanstvo spreobrnjenim poglavarjem je pošiljal zastave.
- Obsodil je nekatere teze v učenju Mirandola, ki je hotel med seboj spraviti različna verstva, a to je papež prepovedal.
- K svetnikom je prištel avstrijskega vojvoda Leopolda [14]
- Papež Inocenc je velikodušno podpiral znanstvenike in umetnike.
- Pocenil je žito ter skrbel za reveže; zato so mu dali nadimek »pater patriae« - »oče domovine«. Zaradi svoje razsipne velikodušnosti je večkrat zašel v težave; enkrat je tako založil oderuhom celo svojo z biseri okrašeno tiaro. [15]
- V Vatikanu je dal zgraditi ne daleč od Bazilike sv. Petra dvorec Belvedere, obdan z vrtovi, da bi on, ki je stalno bolehal, v prijetnejšem okolju preživljal vroče rimske dneve. Zamerijo pa mu prodajanje in dajanje v zakup nadarbin in raznih cerkvenih služb za drage denarje, da bi napolnil prazno cerkveno blagajno. [16]

### Bulein odloki
Papež Inocenc VIII. je objavil kot prvi motuproprij v zgovovini, tukaj navedeno bulo Summis desiderantes.
1. V buli Summis desiderantes z dne 5. decembra 1484 nastopi zoper ukvarjanje z magijo in čaranjem.
2. 18. junija 1485 papež znova priporoča raziskovalca oziroma inkvizitorja Bertholdu, nadškofu Mainza, v buli Pro causa fidei.
3. Z bulo z dne 11. septembra 1489 izobči neapeljskega kralja Ferdinanda
4. V buli Officii nostri z dne 25. januarja 1491 obsoja notarje in druge osebe, ki nasprotujejo objavi in izvajanju papeških listin.

## Smrt in spomin
Julija 1492 je Inocenc dobil visoko vročino. Pravijo,da mu je dal prvo transfuzijo krvi njegov judovski zdravnik Giacomo di San Genesio, ki mu je dal baje piti kri treh desetletnih dečkov, ki naj bi potem umrli; tej očitno izmišljeni zgodbi je botroval antisemitizem. 
Papež je umrl 25. julija 1492. 

### Grob in njegova skrivnost
Inocenčev grob je izdelal Pollaiuolo (1431-1498) v letih od 1492-98 iz pozlačenega brona in je visok 549 cm ter je zaradi svoje lepote edini grob, ki so ga iz stare prenesli v novo Baziliko sv. Petra. Grobnica se sestoji iz dveh delov ter predstavlja rajnkega dvakrat: kot živega in mrtvega. Spodnji del vsebuje sarkofag z ležečo podobo, nad katero je tridimenzionalni papež dajajoč apostolski blagoslov, obdan z reliefi štirih glavnih čednosti (modrost, pravičnost, zmernost in srčnost). Na vrhu je okrasni venec z luneto, na kateri so tri Božje kreposti (vera, upanje in ljubezen), s tem, da ljubezen zavzema prostor, kjer je bila navadno prikazana Marija z otrokom Jezusom. 
Skrivnosten napis na njegovem grobu v Baziliki sv. Petra se glasi: 
»Nel tempo del suo Pontificato, la gloria della scoperta di un nuovo mondo« 
Dejstvo, da je papež umrl sedem dni pred odpravo Krištofa Kolumba na njegovo domnevno prvo potovanje čez Atlantik, zbuja ugibanja, da je Kolumb pravzaprav odšel na pot pred znanim datumom in odkril Ameriki za Evropejce pred 12. oktobrom 1492. Italijanski zgodovinar Ruggero Marino izraža v svoji knjigi Cristoforo Colombo e il Papa tradito (Krištof Kolumb in prevarani papež) to prepričanje, ko je študiral skozi 25 let Kolumbove listine. Seveda pa nekateri menijo, da je napis poznejšega datuma. 

### Družina in nepotizem
Viri se med seboj razlikujejo glede vprašanja, koliko otrok je imel papež Inocenc VIII., kakor tudi glede tega, ali je bil poročen in ali so torej njegovi potomci bili zakonski. Gotovo je vsekakor, da je imel dva otroka, ki sta se mu rodila v času, preden je postal klerik. Za svoja otroka je prav po knežje poskrbel.   1487 je poročil svojega starejšega sina Franceschetta (†1519) z Magdaleno de' Medici (1473-1528), hčerko Lorenza Medici; v zameno je podelil kardinalski klobuk njegovemu 13-letnemu sinu Giovanniju, poznejšemu Leonu X.. Svojo hčerko Teodorino pa je poročil z Gerardom Usodimarem , in je imela hčerko. 
Izgleda, da se njegovi sodobniki nad papežem niso spotikali toliko zaradi morebitnih nezakonskih otrok, kolikor zaradi njegovega nepotizma in privilegijev, s katerimi jih je obsipaval – čeprav menda šele obotavljaje se in po nasvetih svojih svetovalcev. Glede tega ga je žigosal zlasti Savonarola.   Nad tem pa se spotikajo tudi moderni zgodovinarji: »Ali je potrebno veliko besed za pojasnilo, kako zmešane nravnostne pojme je imel papež, ki je prvič pozakonil svojega sina, nato pa se ni sramoval, da je svojemu otroku pripravil ohcet v papeški palači! Ali se je potrebno še čuditi, da se pod tem papežem ni zgodilo ničesar, kar bi lahko poboljšalo krščansko življenje, ampak so se splošne versko-nravne razmere – tudi v kuriji – le še poslabšale?  

### Ocena
Resnici na ljubo pa moramo dodati, da sta se sodobna letopisca ali bolje škandalopisca Burckardt (1450-1503) in Infessura (1435-1500) po svojih najboljših močeh potrudila, da bi orisala Inocenčev značaj v čim bolj črnih in sramotnih barvah. Žal več kot en zgodovinopisec ne samo da je sprejel kot čisto resnico njuna nagnusna namigavanja in podtikanja, ampak je še dopopolnil zgodbo s svojo burno domišljijo. Današnji zgodovinarji ta poročila o Inocencu VIII., zlasti pa o Aleksandru VI., sprejemajo bolj kritično. V svojih mladih letih je bil Giovanni Battista Cibo sicer res zaljubljen v neko neapeljsko damo, ki mu je rodila dva otroka, Franceschetta in Teodorino, za katara je primerno poskrbel na najboljši možen način. 1488 je sina Frančesketa (Franceschetto) poročil z Magdaleno (Maddalena), hčerko Lorenca Medičejca, hčerka Teodorina pa je postala nevesta izredno bogatega genovskega trgovca Gerarda, ki je bil tudi papeški zakladničar. Malo je verjetno, da je tako bogastvo prišlo skupaj brez nravnih spodrsljajev, kar je postalo povod za najbolj neverjetna sumničenja o vsakovrstnih razbrdanostih. 

Kljub tem napakam je Inocenc VIII. vendarle papež, ki je v najtežjih trenutkih zvesto izpolnil svoje apostolsko poslanstvo. V svojih javnih zadevah je neprestano spodbujal k miru; neutrudno si je prizadeval združiti krščanstvo proti skupnemu sovražniku, Turku; njegovo nasprotovanje prevratnim husitom na Češkem in anarhističnim valdencem na Francoskem – vira dveh najhujših nevarnosti za urejeno družbeno življenje – mora biti deležno vsakršne pohvale; če bi se njegovo delovanje za zedinjenje Evrope posrečilo, bi ji bilo v prihodnosti prihranjeno mnogo sporov in katastrof. 

Angleški zgodovinar Roscoe (1753-1831) glede Inocenca pripominja. »Uglajenost in blagost njegovega vedenja je oblikovala pravo nasprotje glede na neprilagodljiv značaj njegovih prednikov.« In zopet: »Če bi lahko Inocenčev značaj primerjali s tehtanjem, bi se ravnovesje nagnilo, čeprav ne v zelo hitrem gibanju, na ugodno stran. Zdi se, da so bila njegova naravna nagnjenja blaga in ustrežljiva; vendar sporne terjatve Rimskega sedeža, ki jih je zasnoval in za katere je mislil, da jih mora uveljaviti, so ga vodile v zadrego, iz katere se je bilo težko izvleči in ki so, ne da bi mu povečale ugled, uničile njegov počitek.« Tukaj se srečujemo s sodbo zgodovinarja, ki raje obsoja kot opravičuje, in ki gotovo ni priznal, ker je bil nesposoben oceniti, neverjetnih razsežnosti težav, s katerimi se je Inocenc moral spopadati, kot v vesti zavezan, da je deloval kot glavni pastir krščanstva. Našel se je v usodnem položaju, s katerim se je moral soočati in ga nadzirati, čeprav se je dobro zavedal, da po človeško govoreč njegovi napori nimajo možnosti za uspeh. To ga je stalo zdravja in počitka ter mu nakopalo nasprotovanja in nesporazume. 

## Slikovna zbirka
- Niccolò di forzore spinelli, Svetinja Inocenca VIII.
- Niccolò di forzore spinelli, Svetinja Inocenca VIII.
- Palazzo Massimo alle Terme: zlatnik Inocenca VIII.
- Palazzo Bardi-Guicciardini: Ainolfo Bardi – komornik Inocenca VIII.